# Малий Сливник
Малий Сливник (словац. Malý Slivník) — село в Словаччині, Пряшівському окрузі Пряшівського краю. Розташоване в північно—східній частині Словаччини, у в північно—східній частині Шариської височини в долині Мошурованки. Складовою частиною села є окреме поселення циган з назвою Фурманець (словац. Furmanec).
Уперше село згадується у 1248 році.

## Культурні пам'ятки
У селі є римо—католицький костел з 1730 року збудований на рештках старішого готичного костела.

## Населення
| Рік:            | 1994. | 2004.    | 2014.    | 2024.    |
| --------------- | ----- | -------- | -------- | -------- |
| Кількість осіб: | 524   | 722      | 890      | 1122     |
| Різниця:        |       | +37,78 % | +23,26 % | +26,06 % |

| Рік:            | 2023. | 2024. |
| --------------- | ----- | ----- |
| Кількість осіб: | 1100  | 1122  |
| Різниця:        |       | +2 %  |

У 2016 році в селі проживало 932 осіб. Більшість населення становлять цигани.